# Castagnola (Giano dell'Umbria)
Castagnola è una frazione del comune di Giano dell'Umbria (PG).

## Descrizione
Secondo i dati del censimento Istat 2001 gli abitanti sono 22, ma la frazione contava, nel 2008, circa 15 residenti.
Il paese si trova ad una quota di 483 m s.l.m..
Il castello appartenne, dal 1383 al 1439, ai Trinci di Foligno. La presenza dell'aquila tuderte, sulla porta del castello, però denuncia il fatto che nel XVI secolo cadde sotto il dominio di Todi.
Le mura sono presenti ancora nella vecchia parte di accesso del paese, insieme alla torre di sentina che è stata trasformata nella torre campanaria della chiesa di Santa Croce inglobata da una parte di mura.
Di interesse anche la vicina chiesa della Madonna del Fosco, posizionata nei pressi del paese e meta di numerose processioni provenienti dai paesi limitrofi nelle domeniche di maggio ed a ferragosto.

Immagnini di Castagnola
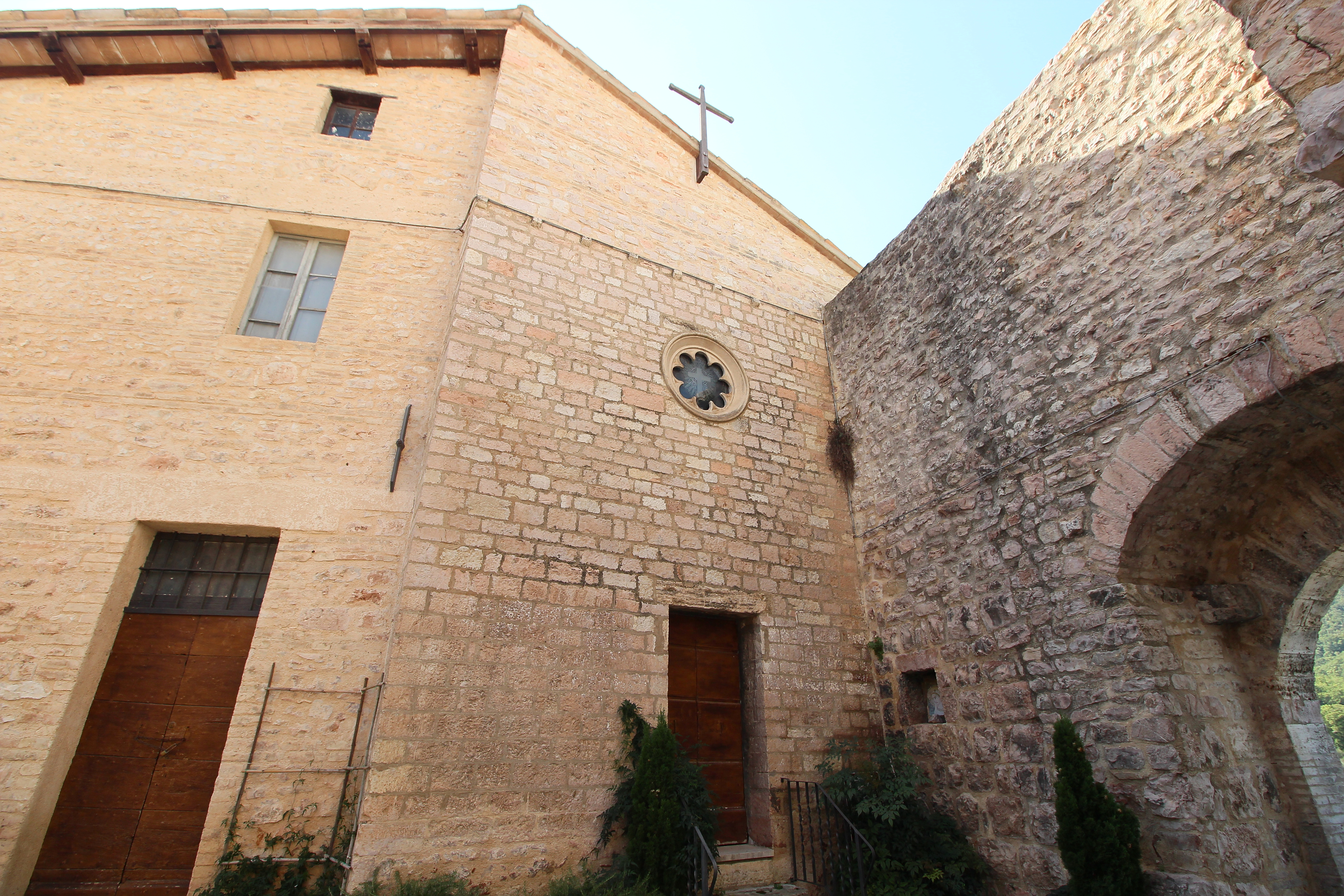
Santa Croce
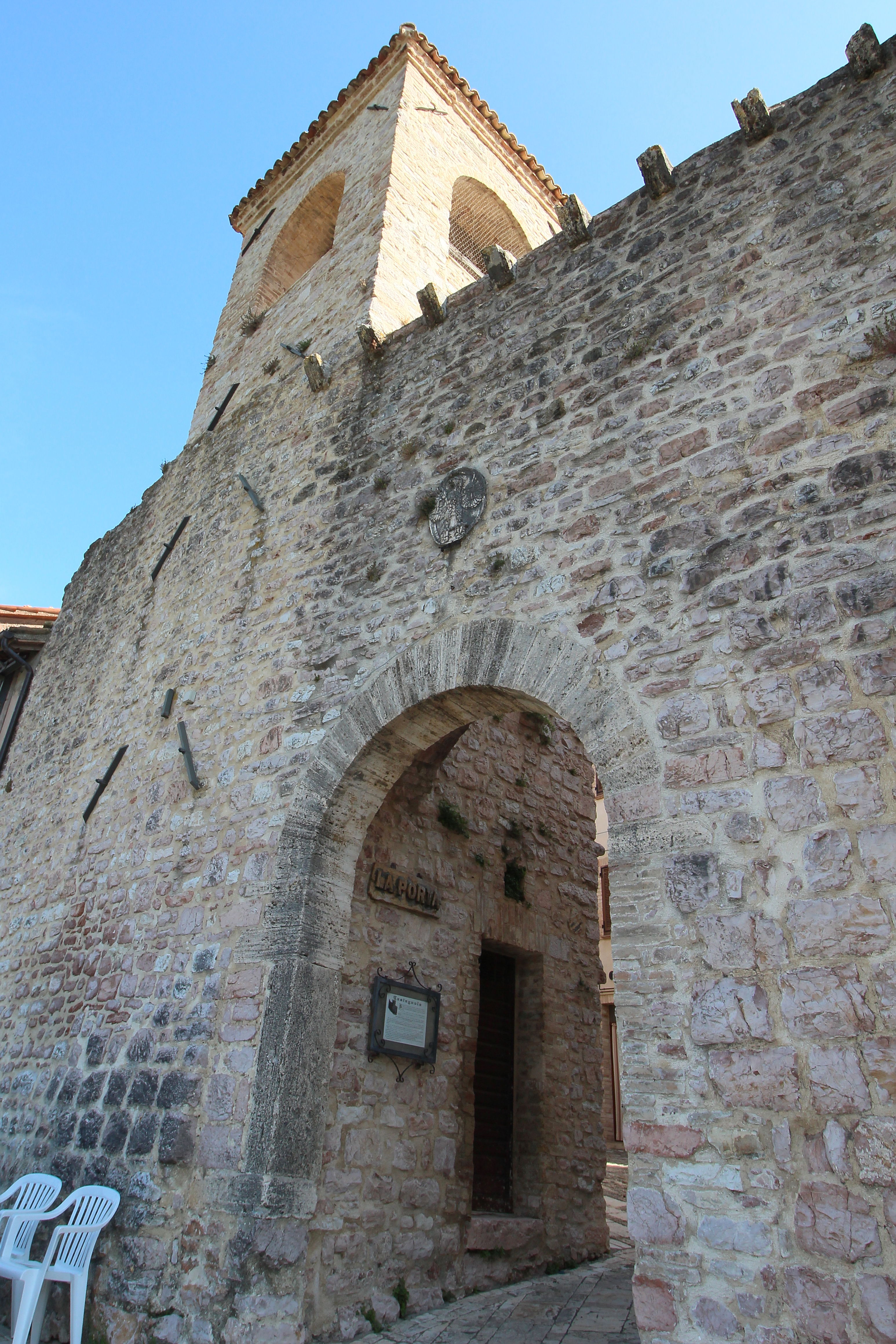
Porta del Castello
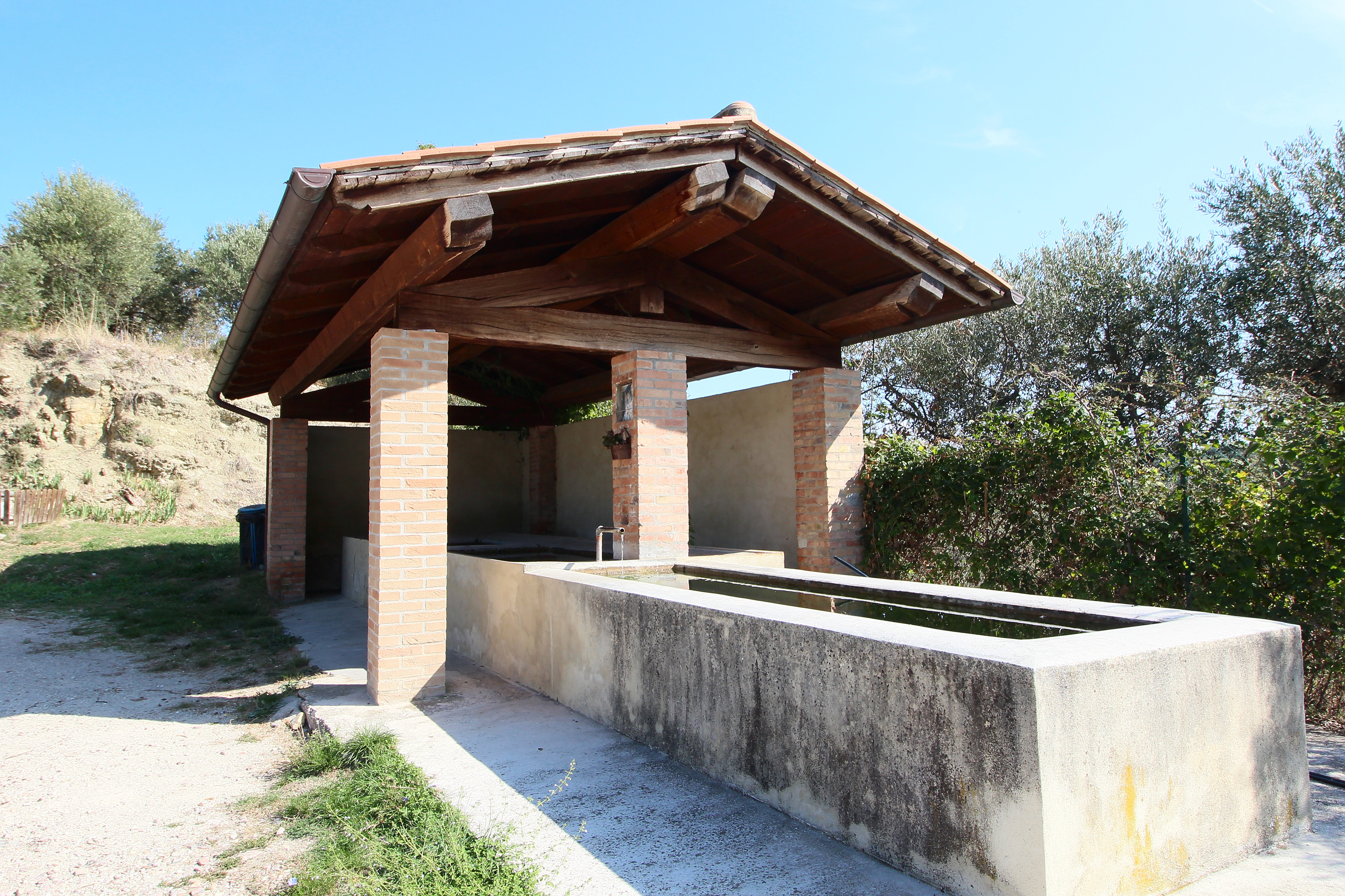
Fontenuova
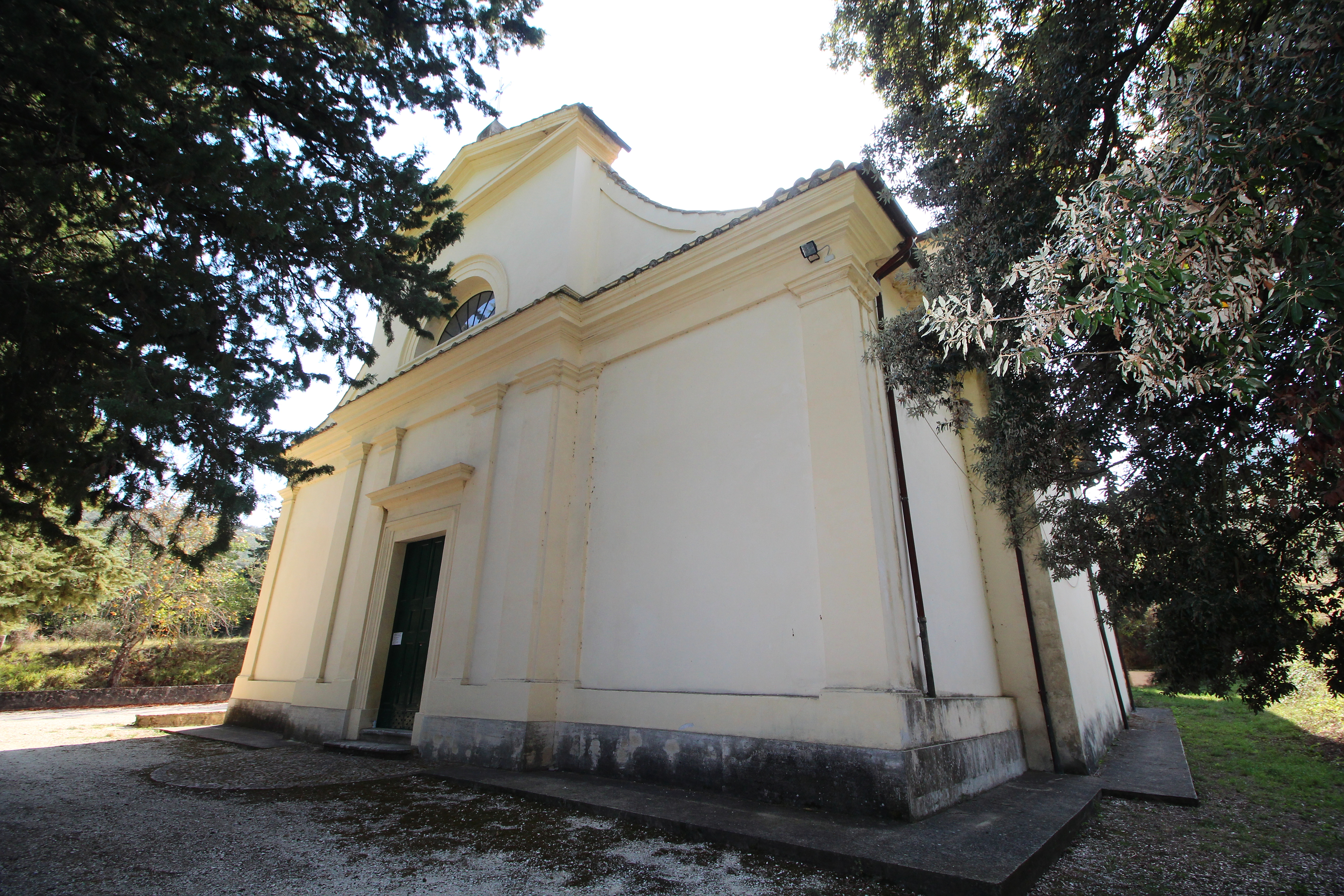
Madonna del Fosco
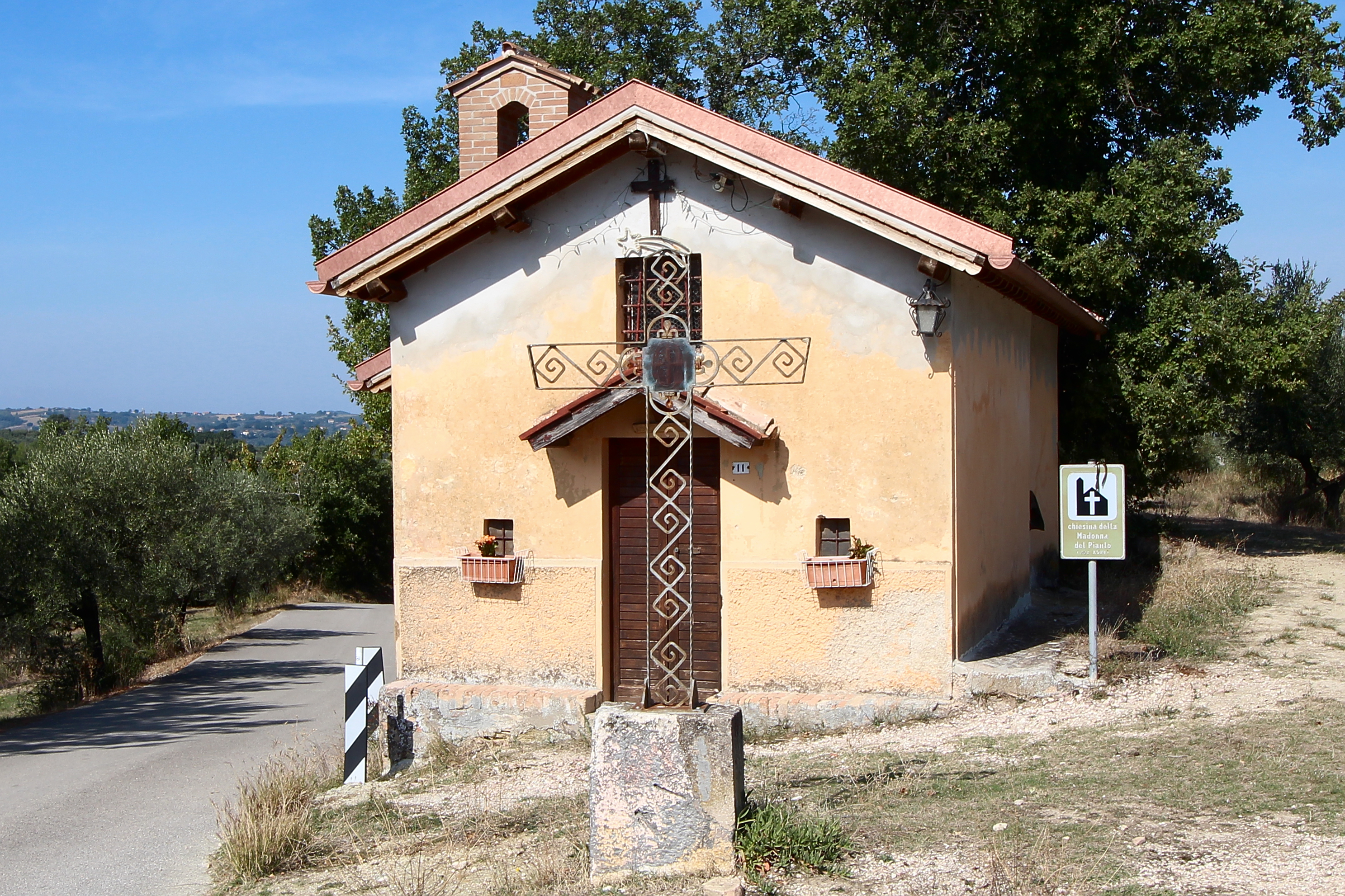
Madonna del Pianto